# Tannodia grandiflora
Tannodia grandiflora är en törelväxtart som beskrevs av Radcl.-sm.. Tannodia grandiflora ingår i släktet Tannodia och familjen törelväxter.

## Underarter
Arten delas in i följande underarter:
- T. g. grandiflora
- T. g. myrtifolia